# Арутюнян, Асмик Серёжаевна
Асмик Серёжаевна Арутюнян (арм. Հասմիկ Սերյոժայի Հարությունյան; род. 26 декабря 1960, Ереван) ― армянская артистка, ведущая участница фольклорного ансамбля «Шогакн», руководитель детского ансамбля традиционной песни и танца имени Айрика Мурадяна. Заслуженная артистка Республики Армения (2010).

## Биография
Родилась 26 декабря 1960 года в Ереване.
Окончила Ереванский государственный педагогический институт и отделение вокальной музыки Музыкальной школы имени Арно Бабаджаняна по специальности оперный театр.
До выступления с ансамблем «Шогакн» Арутюнян выступала в качестве солистки с ансамблем «Агунк» Армянского национального радио. Гастролировала по странам Европе и по Советскому Союзу.
Перейдя в «Шогакн» она выступала в Армении, Франции (включая выступление в Театре де ля Вилль в Париже в 2006 году), Германии, Эстонии, России, Объединенных Арабских Эмиратах и США. В 2008 году ансамбль «Шогакн» дал концерты во время своего второго крупного турне по США и Канаде; тур совпал с выпуском последнего компакт- диска ансамбля Shoghaken Ensemble: Music From Armenia.
Арутюнян также записывала песни с ансамблем «Карот». В апреле 2009 года Асмик дала концерт традиционных армянских колыбельных на фестивале Giving Voice во Вроцлаве (Польша), а также провела мастер-классы по армянскому народному пению и танцам.
Осенью 2009 года Асмик выступила с концертами в США с женским вокальным ансамблем «Китка», представив музыку Комитаса, Айрика Мурадяна и армянские колыбельные, а также участвовала во Всемирном музыкальном фестивале в Сан-Франциско. В 2010 году она выступила с «Шогакен» и провела мастер-класс по армянским народным песням и танцам в Любляне (Словения).
Музыка ансамбля «Шогакн» включена в саундтрек к фильму «Арарат». А песни Арутюнян «Армянские колыбельные» были признаны New York Times выдающимся компакт-диском с мировой музыкой в 2004 году.

## Дискография
Народный ансамбль Шогакн:
- 1995: Музыка Армении Том V: Народная музыка
- 2002: Антология Армении
- 2002: Горани: Традиционные танцы армянской родины
- 2004: Традиционные танцы Армении
- 2004: Армянские колыбельные
- 2008: Ансамбль Шогакн: Музыка из Армении

Ансамбль Карот:
- 2001: Ансамбль Карот: Традиционные песни Армении (Том I)
- 2003: Ансамбль Карот: Традиционные песни Армении (Том II)
- Традиционный детский ансамбль песни и танца имени Айрика Мурадяна
- 2005: Традиционные детские песни Армении С Алексаном Арутюняном
- 2010: Свадебные песни Армении
- 2007: Horovel: Традиционные рабочие песни Армении